# Чатам (Масачусетс)
Чатам (енгл. Chatham) насељено је место без административног статуса у америчкој савезној држави Масачусетс.

## Демографија
По попису из 2010. године број становника је 1.421, што је 246 (-14,8%) становника мање него 2000. године.
| Група             | 2000.         | 2010.         |
| Белци             | 1.542 (92,5%) | 1.315 (92,5%) |
| Афроамериканци    | 37 (2,2%)     | 45 (3,2%)     |
| Азијати           | 5 (0,3%)      | 9 (0,6%)      |
| Хиспаноамериканци | 31 (1,9%)     | 31 (2,2%)     |
| Укупно            | 1.667         | 1.421         |